# Andy Labonte
Andy Labonte (* 27. April 1981 in La Rivière Anglaise) ist ein seychellischer Politiker der Linyon Demokratik Seselwa (LDS), der unter anderem Mitglied der Nationalversammlung ist.

## Leben
Andy Labonte begann seine berufliche Laufbahn 2001 im Hotelgewerbe, nachdem er das Gastgewerbe- und Tourismus-Ausbildungskolleg SHTTC (Seychelles Hospitality and Tourism Training College) mit Auszeichnung und dem Titel „Bester Student“ abgeschlossen hatte. Er übernahm Führungspositionen in mehreren Luxushotelketten auf den Seychellen und engagierte sich in der Arbeit mit Jugendlichen als Peer Counselor bis hin zur Tätigkeit als Central Regional Commissioner für Scout von 2014 bis 2017 und arbeitete zuletzt als Taxifahrer.
Bei der Parlamentswahl am 20. /22. Oktober 2020 wurde Labonte für die Demokratische Allianz/Union der Seychellen LDS (Linyon Demokratik Seselwa) im Wahlkreis „English River“ zum Mitglied der Nationalversammlung. In der aktuellen siebten Legislaturperiode (2020 bis 2025) ist er Mitglied des Geschäftsordnungsausschusses (Standing Orders Committee), des Hauptausschusses sowie des Sonderausschusses für übertragbare Krankheiten, HIV/AIDS und sexuelle und reproduktive Gesundheit und Rechte (Communicable Diseases, HIV/AIDS and Sexual Reproductive Health & Rights Committee).

## Weblink
- Hon. Andy Labonte. In: Homepage der Nationalversammlung. Abgerufen am 16. Dezember 2024 (englisch).